# Photedes luciola
Photedes luciola là một loài bướm đêm trong họ Noctuidae.